# Афинса
Гру́ппа «Афи́нса» (исп. Grupo 'Afinsa') — группа инвестиционных компаний Испании (Мадрид). До скандала 2006 года являлась третьим в мире по величине коммерческим предприятием по торговле коллекционными товарами после аукционных домов «Сотбис» (англ. Sotheby's) и «Кристис» (Christie’s).
В 2006 году силами полиции страны была вскрыта афера, связанная с построением на основе «Афинсы» финансовой пирамиды, нанесшей ущерб нескольким сотням тысяч вкладчиков. Общая сумма финансовых претензий ко всем структурам группы составила в итоге €4,166 млрд.

## Предыстория
Мадридская «Афинса» была основана в 1980 году португальцем Альбертину ди Фигейреду (порт. Albertino de Figueiredo). До 2006 года играла достаточно заметную роль на профильных рынках Европы, США и Азии, специализируясь с конца 1990-х годов на торговле филателистическими материалами. Бизнес шёл настолько успешно, что, например, испанская El Mundo в 2006 году называла де Фигуиредо «королём марок».
Посредством доли в 68 % акций американской группы «Эскала» (англ. Escala Group) «Афинса» котируется на NASDAQ: ESCL. В 2004 году эта компания имела основные представительства в Мадриде, Барселоне, Виго, Вальядолиде, Лиссабоне и сотни дочерних контор в других городах мира, 2600 сотрудников и около 143 тыс. клиентов, её годовой оборот составлял €542 млн, а прибыль — €51 млн.
Основными подразделениями группы «Афинса» в это время являлись «Афинса. Основные активы» (исп. Afinsa Bienes Tangibles) и «Форум Филателико» (Fórum Filatélico), а масс-медийное обеспечение бизнеса обеспечивалось приобретённой в 1998 году барселонской компанией «Филателия Домфил» (Filatelia Domfil), издававшей каталоги почтовых марок семейства «Домфил». Предприятие было преобразовано в подразделение «Афинсы» под именем Domfil Catálogos temáticos internacionales S.L. К пиар-процессам был подключен и ряд других формально не аффилированных с группой «Афинса» каталогов (в частности, «Брукман»).
В предисловии к своему каталогу «Домфил. Европа CEPT», выпущенному в 2004 году, основатель и глава группы «Афинса» Альбертино де Фигуиредо писал, что одна из ключевых обязанностей издателя каталога состоит в том, чтобы «сопротивляться искушению», и «воздерживаться от стимулирования понижения цен». Издание Linn’s Stamp News цитирует де Фигуиредо далее:

У понижения цен на марки есть разрушительный эффект — оно уменьшает ценность филателистического материала у обоих — и у дилера, и у коллекционера. Мы не должны забывать, что филателист — также и инвестор…

Собирание марок приносит ощутимый финансовый доход, который может использоваться для решения денежных проблем без необходимости кредитов или закладных. И мы должны гарантировать повышение цен [на марки], такая политика обеспечивает лояльность у коллекционеров и, соответственно, вознаграждает дилеров.

## Афера
Многое для «Афинсы», однако, закончилось 9 мая 2006 года. В этот день офисы группы компаний в Мадриде и других городах Испании были закрыты и опечатаны вооружённой испанской полицией. В зданиях представительств фирмы были произведены обыски, вынесены компьютеры, конфискована вся документация. В связи с подозрениями в масштабном мошенничестве, вовлекшем две из входящих в группу «Афинса» испанских компаний — «Афинса. Основные активы» (Afinsa Bienes Tangibles) и «Форум Филателико» (Fórum Filatélico) — и затронувшем многолетние сбережения более чем 350 тысяч (по более поздним данным — 400 тысяч или 460 тысяч) частных инвесторов в Испании, были произведены аресты девяти топ-менеджеров, включая президента «Форум Филателико» Франсиско Брионеса (Francisco Briones), основателя группы компаний «Афинса» Альбертино де Фигуиредо и одного из его сыновей, Карлоса.
Ценные бумаги группы «Эскала», 68 % акций которой владела «Афинса», торговавшиеся на NASDAQ с сентября 2005 года и успевшие подняться за это время в цене на 58 %, рухнули в те дни более чем на 85 %, а 10 января 2007 года оказались подвергнуты делистингу и исключены из индекса.
Кроме того, в своём особняке был арестован некий безработный Франсиско Гихарро (Francisco Guijarro), у которого полиция обнаружила €10 млн наличными, спрятанными в фальшивой стене дома. Гихарро был единственным поставщиком почтовых марок для аукционного дома «Афинса».
Позже удалось раскопать и то, что подконтрольные «Афинсе» и «Форуму Филателико» филателистические дилерские структуры негласно уничтожили редких почтовых марок на общую сумму в €5 млн — и скупали новые в гораздо больших количествах, чем ранее считалось. Оба этих факта, по мнению следствия, свидетельствовали о начавшемся процессе вывода основных активов компании за границу.

### Суть мошенничества
«Афинсе» и «Форуму Филателико» были вменены в вину отмывание денег, преднамеренное банкротство, подделка документов, налоговые нарушения и организация финансовой пирамиды, аналогичной мошенничеству Понци в 1920-х годах в США. Используя полученные от новых инвесторов средства, эти фирмы платили проценты более старым — а в качестве легенды при этом использовались на сей раз редкие почтовые марки, которым они завышали коммерческую цену в подконтрольных филателистических изданиях.
Основываясь на данных изданий, компании обещали вкладчикам гарантированную прибыль не менее 5—6,5 % годовых, а в среднем проценты по выплатам достигали 14—16, в то время как доходность других пенсионных программ в Испании не превышала 7—8 %. Для рядовых участников пирамиды (а из трёхсот пятидесяти тысяч 150 тысяч были обычными пенсионерами) выбор такого нестандартного инвестиционного инструмента казался более привлекательным, чем размещение своих накоплений на сберегательных банковских счетах с заведомо более низкими процентами, и они охотно инвестировали в пирамиду закладные деньги. Свою роль сыграл и низкий порог вхождения для вкладчика — всего €20 (в обычных инвестфондах он в среднем равнялся €6 тыс.).
Рядовым инвесторам предлагались к продаже почтовые марки с обязательством их выкупа через определённые сроки по более высоким ценам. При этом сами марки по условиям договоров физически оставались в хранилищах фирм-мошенников. По данным следствия, группа «Афинса» часть своих марок при этом даже подделывала. На своём сайте «Афинса» выпустила отчаянное заявление, заверяющее клиентов и служащих компании, что она намеревается максимально сотрудничать с властями, чтобы доказать свою невиновность и восстановить добрую репутацию. Клиенты компании сформировали несколько ассоциаций обманутых вкладчиков.
Однако «Афинса» и «Форум Филателико» не были финансовыми учреждениями, а потому инвестиции якобы в почтовые марки оказались не защищены принудительным страховым фондом согласно испанскому законодательству (которое позволило жертвам нескольких более ранних афер возвратить небольшую часть своих активов). Тонкость, кроме того, заключалась и в том, что законность деятельности подобных пенсионных инвестфондов контролируется в Испании региональными властями, а не федеральными, поэтому мошенникам удавалось долго водить государство за нос: некому было обобщить результаты проверок на общенациональном уровне и понять, с чем именно позже всем испанцам (и, в меньшей степени, португальцам) пришлось столкнуться.

Каталог «Домфил», том «Зимние Олимпийские игры»

В отличие от Чарльза Понци группа компаний «Афинса» реально контролировала около 80 % филателистического рынка Испании, однако, по расчётам прокуратуры, основывавшейся на данных двух других испанских филателистических каталогов, «Эдифил» и «Манфилса» (Manfilsa), все приобретения группы, будучи выброшенными на рынок, обвалили бы его минимум вдесятеро. В своём первом докладе налоговики отметили, что «марки переоценены в 13 раз по сравнению с их рыночными ценами».

### Пиар-обеспечение
По информации налогового министерства Испании, основным мотивом при покупке каталога «Домфил» группой «Афинса» было стремление к негласной раскрутке цен на почтовые марки с целью наглядной демонстрации резкого роста их коммерческой рыночной стоимости.
Как показало следствие, бизнес «Домфила» — издание тематических каталогов — сам по себе не окупался: по крайней мере, в течение периода 2003—2006 годов «Домфил» приносил своим владельцам убытки в диапазоне от €300 тыс. до €590 тыс. ежегодно. «Афинса» предоставила «Домфилу» большой кредит. К моменту краха предприятия долг «Домфила» достиг более чем €1,8 млн.

Каталог «Брукман», том «Дисней»

Для этих же целей раскрутки цен на марки «Афинса» учредила издательский дом «Публиафинса» (Publiafinsa), выпускавший журналы Crónica Filatélica и Crónica Numismática. Кроме того, по данным министерства, в июне 2003 года «Афинса» произвела негласную сделку по покупке каталога «Брукман» (англ. Brookman), пиарившегося ею в дальнейшем как «престижный и независимый». Задачей «Брукмана» было поддержание авторитетности заявляемых «Домфилом» цен на марки. По официальным данным, покупка обошлась «Афинсе» в $650 тыс. и была произведена через принадлежащий группе «Эскала» с 2005 года аукцион Greg Manning Auctions Inc. (GMAI) с немедленной уплатой суммы наличными.
Свою роль в афере владельцев группы «Афинса» сыграла и коррупция, и лоббизм, и система теневых пиар-мероприятий в остальных, неаффилированных, СМИ. Испанская вики-статья о «Форуме Филателико» в числе прочего перечисляет некоторые подобные акции:
- В 2002 году ведомственный журнал министерства экономики и финансов (исп. Ministerio de Economía Hacienda) рекомендует вложения в «Форум Филателико».
- Радио «Интерэкономия»[исп.] вручает фирме премию за лучший инвестиционный продукт 2003 года.
- Торговая палата Испании во Франции (La Cámara de Comercio de España en Francia) отмечает «Форум Филателико».
- Журнал «Актуалидад экономика» (Actualidad Económica) помещает «Форум» среди самых значимых компаний Испании.
- «Форум Филателико» признан одним из лучших европейских предприятий (Роланд Бергер (англ. Roland Berger))
- Axesor оценивает риск неплатежеспособности «Форума» в период с 2002 до 2005 в 0 % и даёт ему 5 баллов из 5 — максимальную оценку. Эта оценка формируется в зависимости от качества отчётности, сданной предприятием в Торговый регистр (исп. Registro Mercantil).
- «Форум Филателико» отмечен премией «Радость-2002».
- Президент компании Франсиско Брионес избран одним из лучших управляющих делами 2004 года (AT Kearney).
- Премия «Золотых дел мастер» (Máster de Oro) для президента «Форума Филателико». Вручает её господин Лопес Агиляр (Lopez Aguilar), министр юстиции Испании.
- Международное кредитное агентство Dun & Bradstreet признаёт компанию одним из наиболее платежеспособных испанских предприятий и т. д.

Конечно, деятельность строителей пирамиды получала и отрицательные отзывы. Например, Организация покупателей и потребителей в марте 2004 года и ещё несколько раз позже пыталось разубедить публику вкладываться в эти сомнительные фирмы, публикуя специальные исследования, в которых показывалось, что цены на почтовые редкости были завышены. Однако до 2006 года на общем благоприятном пиар-фоне вокруг «Афинсы» эти голоса было плохо слышно.

### Итоги
Общая сумма финансовых претензий ко всем структурам группы «Афинса» составила в итоге €4,166 млрд (€2,416 млрд у «Форум Филателико» и €1,750 млрд у «Афинса. Основные активы»). Эта афера, таким образом, оказалась самой крупномасштабной за предыдущие 25 лет и вызвала серьёзный внутриполитический правительственный скандал: социалистическому правительству премьер-министра Испании Хосе Луиса Родригеса Сапатеро, допустившему такое, несмотря на сигналы, пришлось отвечать на множество неприятных вопросов и принимать ряд непопулярных мер.
Афера вызвала огромный резонанс в испанском обществе, в СМИ появились карикатуры и критическая аналитика, по всей стране прокатилась волна многочисленных уличных митингов вкладчиков «Афинсы» и «Форум Филателико».
Газета «Таймс» приводит слова назвавшегося Феликсом рядового инвестора пирамиды на одной из манифестаций, состоявшейся в Мадриде:

Сюда была вложена вся моя жизнь. Да, я взвинчен… Моя жена убьёт меня: она хотела, чтобы я забрал наши деньги из этой компании.

Другой обманутый вкладчик, Роберто, добавляет:

Я вложил в это много денег — и оно может обрушить мою жизнь. Хочу вернуть свои деньги сейчас же.

На аналогичном митинге в Барселоне 60-летний инструктор автошколы Андреас Лопес (Andreas López), лишившийся по вине пирамиды €12 тыс., замечает в интервью журналу «Тайм»:

У Испании долгая история аферизма. Никто никогда не берёт на себя ответственность, никто никогда не уходит в отставку. Мне стыдно быть испанцем.

## Современность
По словам первого вице-премьера Марии Тересы Фернандес де ла Веги, правительство Испании выделило 500 млн евро помощи населению страны:

Обманутые вкладчики получат беспроцентные кредиты в размере до 3 тыс. евро, которые помогут им преодолеть материальные трудности и которые вернутся государству лишь после того, как с пирамид по суду будут взысканы украденные ими деньги.

По различным оценкам, нынешняя совокупная рыночная стоимость активов группы «Афинса» составляет около 10 % от той, которая была до её краха, а инвесторам «Афинсы. Основные активы» и «Форума Филателико» удастся выручить не более 15—20 % вложенного, причём тяжбы ещё не завершены, акции на улицах испанских городов продолжаются, а в испанской прессе по-прежнему публикуется едкая критика.
Португальский филиал «Афинсы», порт. Afinsa Portugal, по-прежнему в бизнесе, имеет сеть специализированных магазинов в Лиссабоне и Порту и выпустил в 2008 году 24-е издание каталога почтовых марок Португалии (включая Азорские острова и Мадейру) и каталога португальских экс-колоний. На 2009 год был запланирован выход нового издания каталога Португалии, с его представлением публике в конце октября. Руководит португальским филиалом компании организатор аукционов в Порту Жоан Педро де Фигуиредо (João Pedro Figueiredo), племянник Альбертино.
Группа компаний «Эскала», 68 % акций которой владеет «Афинса», восстановлена в листинге NASDAQ. Согласно информации, представленной на официальном сайте компании, ГК «Афинса» формально состоит ныне из следующих подразделений:
- Escala Group[29] — международные операции;
- Afinsa Sistemas de Inversión — инвестиционные операции в Испании;
- Afinsa Investimentos — инвестиционные операции в Португалии;
- Doocollect[30] — торговля филателистическими материалами;
- Philagroup[31] — торговля филателистическими материалами;
- Galería Metta[32] — галерея антикварного искусства; (сайт не работает)
- Galería Almirante[33] — галерея антикварного искусства; (домен перекуплен киберсквоттерами)
- Untitled[34] — галерея антикварного искусства;
- Domfil[35] — выпуск каталогов почтовых марок;
- Publiafinsa[36] — издательский дом;

Кроме того, функционирует Palacio del Nuncio, международная учебно-тренировочная бизнес-школа группы «Афинса», а с 2004 года — благотворительный «Фонд Альбертино де Фигуиредо для филателии»